# Dembela
Dembela é uma comuna rural do sul do Mali da circunscrição de Sicasso e região de Sicasso. Segundo censo de 1998, havia 10 188 residentes, enquanto segundo o de 2009, havia 13 061. A comuna inclui 1 cidade e 9 vilas.